# University College Cork
University College Cork – National University of Ireland, Cork (UCC) (en irlandais : Coláiste na hOllscoile Corcaigh) est une université publique irlandaise fondée en 1845 à Cork sous le nom de Queen's College, Cork. Son nom actuel lui a été attribué en 1908.
Elle a été désignée université irlandaise de l'année par le Sunday Times en 2003, 2005 et 2011.
Son président est depuis février 2017 le physicien Prof. Patrick G. O'Shea, ancien vice-président de l'université du Maryland.

## Histoire
C'est dans le cadre de la loi Advancement of Learning in Ireland (pour le « progrès de l'enseignement en Irlande ») que la reine Victoria du Royaume-Uni a fondé en 1845 Queen's College, Cork. L'université a ouvert en 1849, forte de vingt-trois professeurs et de 181 étudiants.

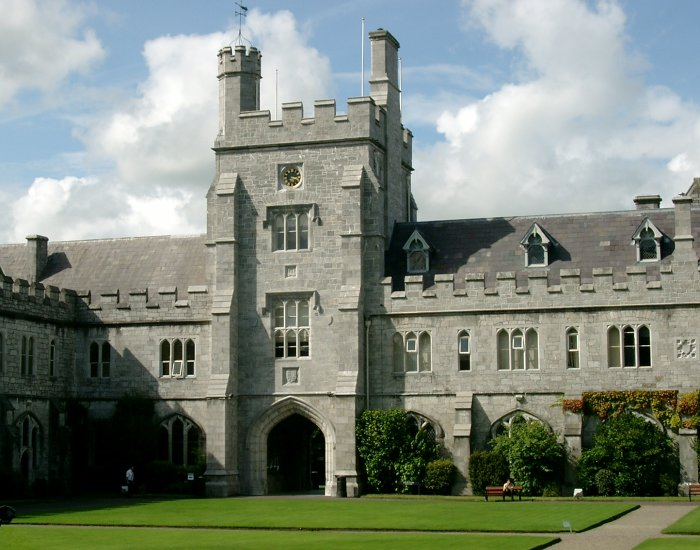
UCC Main Quadrangle.

Le site choisi pour l'université est hautement symbolique car il correspond à l'emplacement supposé du monastère et de l'école fondés par Finbarr, le saint patron de la ville de Cork. La devise de l'université, Là où Finbarr enseigna, que le Munster apprenne, reflète ce lien (le Munster étant la province d'Irlande où se situe Cork). Une statue de saint Finbarr se dresse d'ailleurs sur le toit du bâtiment principal de l'université.
C'est sur ce site, une colline située le long du bras sud du fleuve Lee, que les architectes Deane et Woodward ont construit le Main Quadrangle et les premiers bâtiments de l'université, en style gothique Tudor.
Au fil des années, l'université s'est construite une réputation d'excellence dans de nombreux domaines, dont les mathématiques et la médecine.
Les bâtiments de la faculté de médecine ont été construits progressivement entre 1860 et 1880 et la qualité de ses étudiants a été reconnue rapidement. Les deux premières femmes diplômées de médecine en Irlande l'ont été à UCC en 1898 (plus de vingt ans avant que les études de médecine soient autorisées aux femmes à l'Université d'Oxford par exemple).
En 1908, l’Irish Universities Act créa le groupe des Universités nationales d'Irlande, composé des universités de Dublin, de Cork et de Galway. C'est à ce moment que Queen's College, Cork fut renommé University College Cork.

## Organisation de l'université
Aujourd'hui, University College Cork est une université dynamique accueillant plus de 21 000 étudiants, dont 15 000 undergraduates (étudiants préparant le baccalauréat), encadrés par un personnel de plus de 2 500 personnes (répartis en environ 1 100 personnels non-académiques, 710 chercheurs ou doctorants et 760 membres du corps enseignant).
L'université est un institut de recherche majeur en Irlande.
Elle offre plus de 120 spécialisations et programmes professionnels, répartis dans quatre colleges (facultés), divisées en vingt-sept départements. Ces quatre facultés sont :
- Arts, Celtic Studies and Social Sciences - Arts, études celtiques et sciences sociales
- Business and Law - Commerce et droit
- Medicine and Health - Médecine et santé
- Science, Engineering and Food Science - Sciences, ingénierie et agroalimentaire

UCC héberge également le Irish Institute of Chinese Studies, créé en 2006. Il est dirigé par le professeur Fan Hong.
L'université accueille chaque année plus de 2 500 étudiants internationaux, venus de cent six pays, et propose à certains de ses étudiants d'effectuer une année d'étude à l'étranger.

## Campus
Le nombre d'étudiants a considérablement augmenté depuis la fin des années 1980, accélérant l'expansion du campus par l'acquisition de bâtiments et de terrains adjacents.

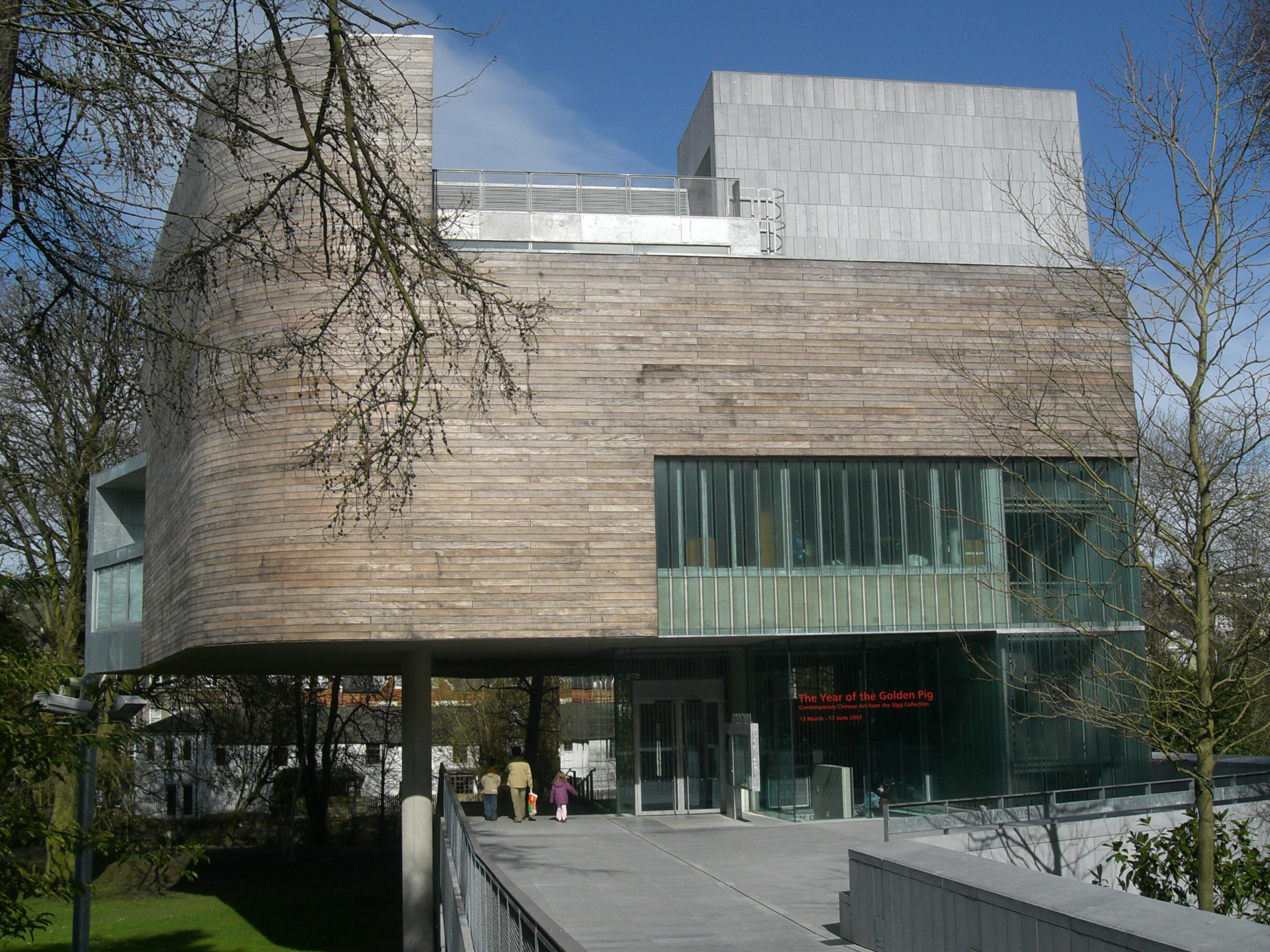
Lewis Glucksman Gallery.

Cette expansion continue à l'heure actuelle pour répondre aux besoins des étudiants. On peut citer notamment la construction du O'Rahilly Building, d'un nouveau bâtiment pour la faculté de pharmacie, du Brookfield Health Sciences Complex pour toutes les formations liées à la médecine, de l'extension d'Aras na MacLéinn - Devere Hall (aussi appelé Student Centre) et de celle de la bibliothèque (Boole Library), qui s'est terminée en juin 2007. Un nouveau bâtiment est aussi en construction sur l'ancien terrain de courses de lévriers, sur Western Road. Il abritera des locaux destinés aux départements d'informatique et de mathématiques notamment.

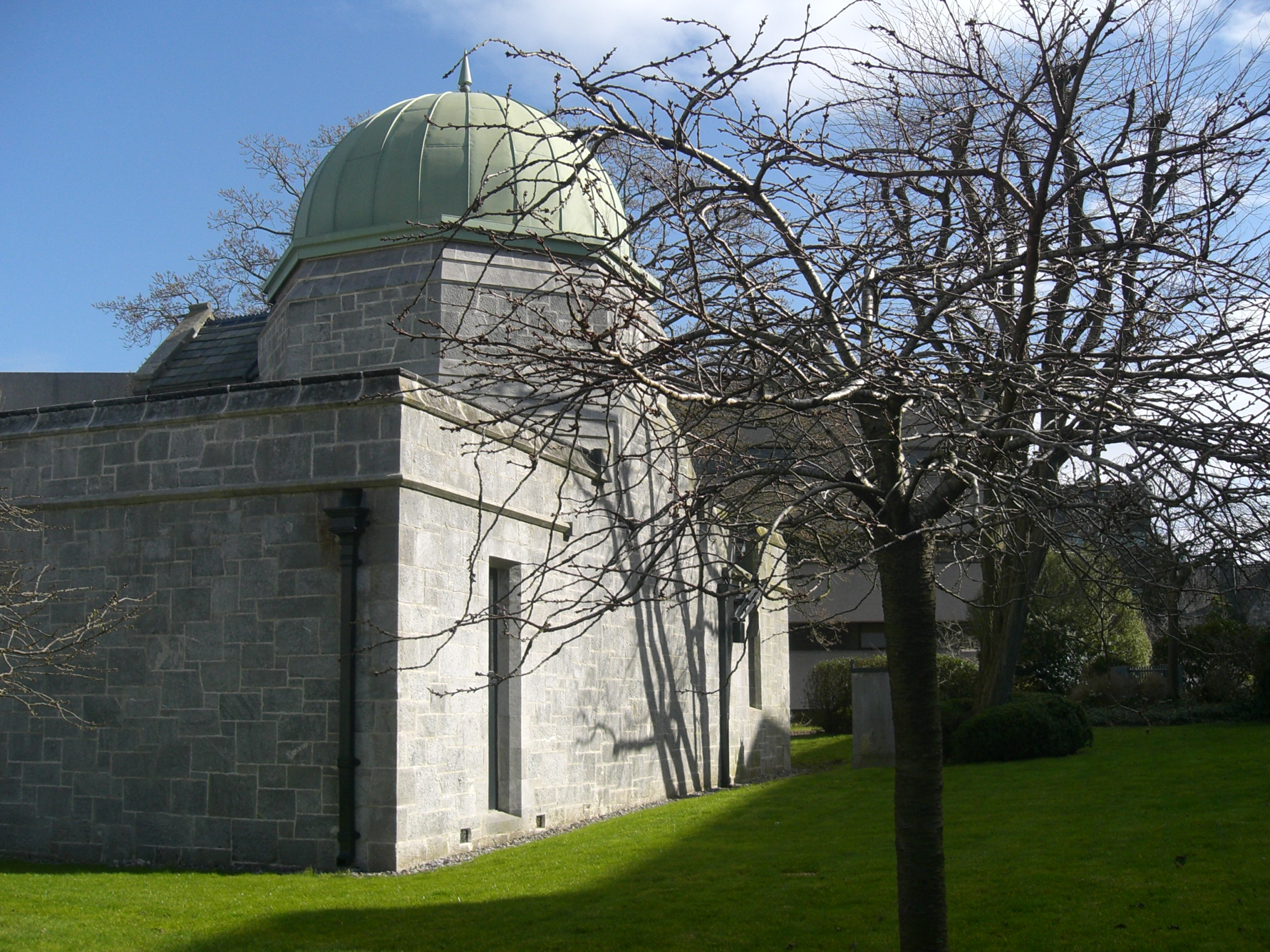
Crawford Observatory.

Une galerie d'exposition, la Lewis Glucksman Gallery a été construite près de l'entrée de l'université à l'occasion de l'année 2005 où Cork était capitale européenne de la culture. Son architecture audacieuse, une large partie du bâtiment n'ayant pas d'appui au sol, est l'œuvre de O'Donnell + Tuomey Architects. Elle porte le nom du principal mécène du bâtiment : Lewis Glucksman, un financier officiant à Wall Street. Des expositions temporaires occupent les 23 000 m2 d'expositions de la galerie. L'entrée en est gratuite.

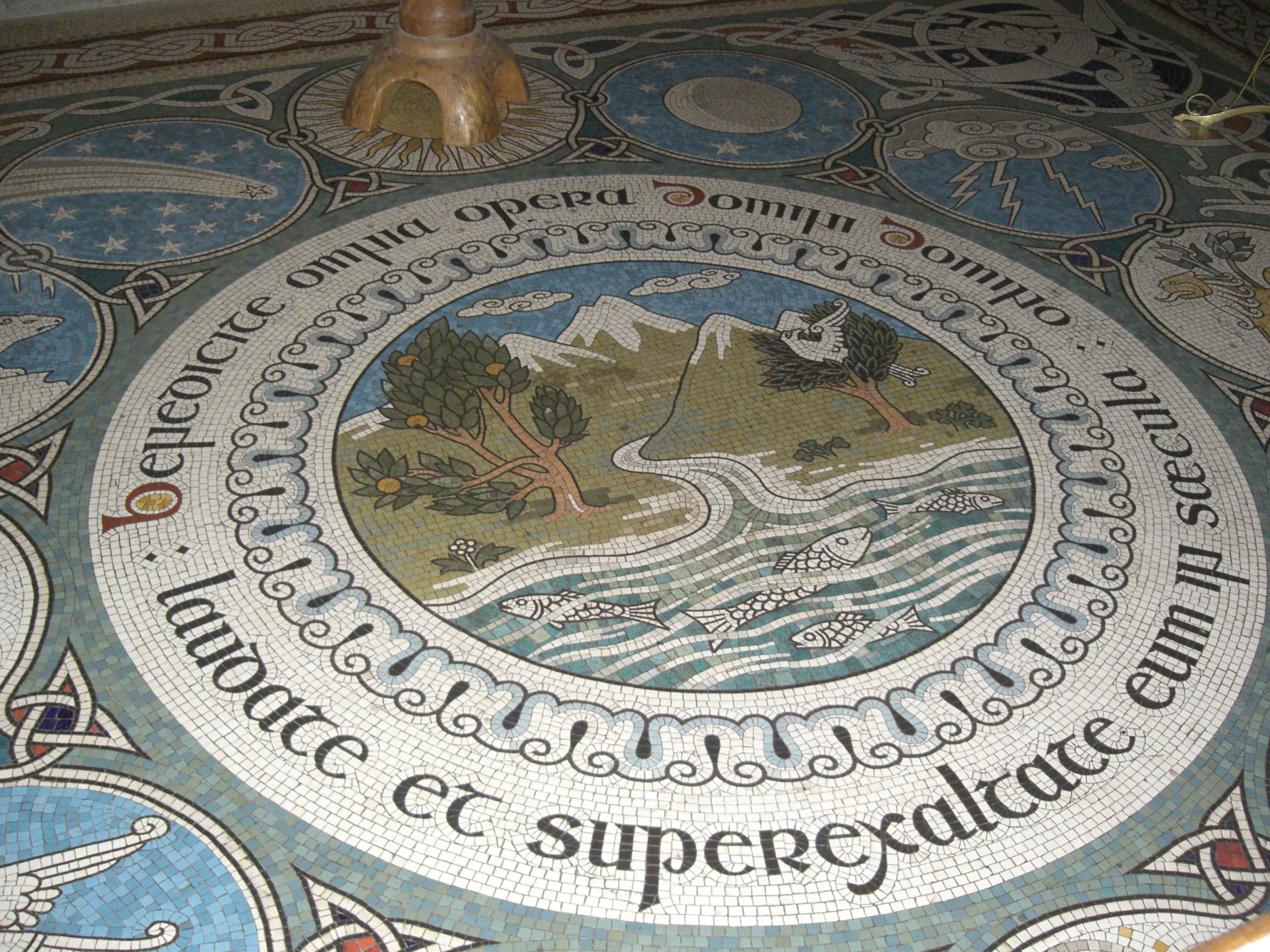
Honan Chapel, UCC.

Le Crawford Observatory, construit en 1878 et rénové en 2006, est aussi une des fiertés de l'université. Il a été réalisé par Howard Grubb, un célèbre fabricant de télescopes, qui a dessiné le bâtiment et les instruments qu'il abrite.
Une église, la chapelle Honan, est construite sur le campus. Elle a été consacrée en 1916 et porte le nom de ses principaux mécènes, de la famille Honan, riches marchands de Cork. Le style architectural est un mélange mais on y reconnaît une inspiration hiberno-romanesque du Moyen Âge. La chapelle abrite de nombreuses œuvres d'art et son sol est recouvert de mosaïques, représentant le thème cnt en faveur de l'unité chrétienne. Des artistes contemporains sont aussi intervenus au sein de la chapelle et l'on trouve notamment un autel en bois de facture moderne. Seuls les graduated de UCC peuvent prétendre se marier dans la chapelle, qui est très prisée pour ces occasions. Les revenus de ces mariages permettent à la Honan Chapel d'être indépendante financièrement.

## Personnalités liées à l'université

### Professeurs
- George Boole, premier professeur de mathématiques de UCC. Il a créé l'algèbre booléenne qui a rendu possible la programmation informatique. La bibliothèque de UCC porte son nom.

### Étudiants

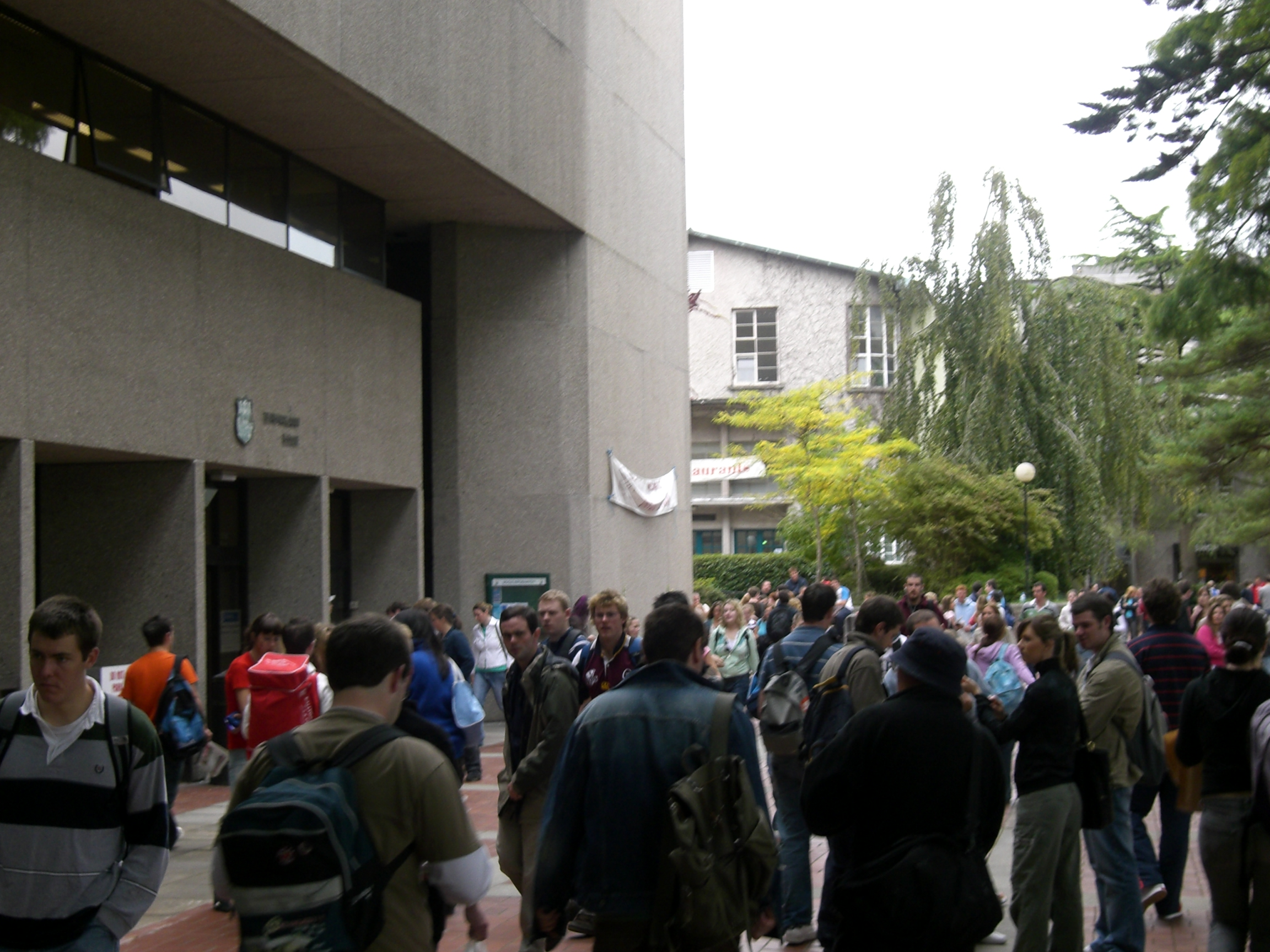
Boole Library.

- Jack Lynch, diplômé, quatrième Taoiseach (Premier ministre) de l'Irlande
- Fiona Shaw, diplômée, actrice
- Micheál Martin, diplômé, homme politique
- Des Bishop, diplômé, comédien
- Cillian Murphy, qui a fréquenté l'université sans en être diplômé, acteur et musicien
- Naomi James, navigatrice en solitaire, diplômée ensuite

## Polémique
Une polémique s'est formée en 2006 lorsque Desmond Clark, un professeur de UCC, a accusé la direction de manœuvres d'intimidation et de mauvaise gestion financière. Il a réclamé une enquête indépendante sur la gestion de l'université, qui est en cours[réf. souhaitée].